# Самуэльссон, Джимми
Джимми Фредрик Самуэльссон (швед. Jimmy Fredrik Samuelsson; 7 ноября 1976, Норртелье, Стокгольм, Швеция) — шведский борец греко-римского стиля, чемпион мира, участник Олимпийских игр.

## Карьера
Борьбой начал заниматься с 1983 года. Выступал за стокгольмcкий борцовский клуб «Спарвеген», занимался под руководством тренера Рышарда Сверада. Джимми Самуэльссон становился чемпионом Швеции в 1998 году в полулегком весе, в 2001 году в легком весе и в 2004, 2005 и 2009 годах в полусреднем весе. 21 сентября 2002 года в Москве, победив в финале Фарида Мансурова из Азербайджана, стал чемпионом мира. 25 августа 2004 года на Олимпийских играх в Афинах в схватке за бронзовую медаль проиграл Мхитару Манукяну из Казахстана, заняв 4 место. В октябре 2018 года в Перми выиграл XX чемпионат мира среди ветеранов.